# جاستن هولاند (ملحن)
جاستن هولاند (بالإنجليزية: Justin Holland)‏ هو عازف الغيتار الكلاسيكي وملحن أمريكي، ولد في 26 يوليو 1819 في فرجينيا في الولايات المتحدة، وتوفي في 24 مارس 1887 في نيو أورلينز في الولايات المتحدة.

## وصلات خارجية
- جاستن هولاند على موقع ميوزك برينز (الإنجليزية)
- جاستن هولاند على موقع أول ميوزيك (الإنجليزية)